# Túlélő (film, 2021)
A Túlélő (eredeti cím: The Survivor) 2021-es életrajzi filmdráma, amelyet Justine Juel Gillmer forgatókönyvéből Barry Levinson rendezett. A főbb szerepekben Ben Foster, Vicky Krieps, Billy Magnussen, Peter Sarsgaard, John Leguizamo és Danny DeVito látható.
Világpremierje a Torontói Nemzetközi Filmfesztiválon volt 2021 szeptemberében, az HBO-n pedig 2022. április 27-én mutatták be. Általánosságban pozitív véleményeket kapott a kritikusoktól, különösen Foster alakítása. A filmet Emmy-díjra jelölték a legjobb tévéfilm kategóriában.

## Cselekmény
Harry Haft profi bokszoló csak azért élte túl a második világháborút, mert egy koncentrációs táborban fogolytársai ellen harcolt, és győzött. Azóta is bűntudat gyötri.
Amikor a nácik megszállták Lengyelországot, a zsidót az auschwitzi megsemmisítő táborba vitték. Erőteljes testalkatú férfi volt, ezért Schneider tiszt egy borzalmas üzletet ajánlott neki kínzóinak szórakoztatására. Az volt a feladata, hogy fogolytársaival bokszringbe szálljon. A küzdelem győztese életben maradhatott és újra bokszolhatott. A vesztest lelőtték vagy a gázkamrába küldték.
A második világháború befejezése után New Yorkba került, ahol a táborban szerzett tapasztalatait felhasználva bokszolóként próbált pénzt keresni. A sportban csak közepes teljesítményt nyújt, de a mérkőzéseken „Lengyelország büszkeségeként” és „Auschwitz túlélőjeként” emlegetik.
Mivel a háború káoszában elvesztette a kapcsolatot Leával, akit a háború elején az Auschwitz melletti munkatáborban, Bełchatówban ismert meg, és akibe beleszeretett, megpróbálja újra megtalálni. Bár Haft tudja, az összes többi ember, akit szeretett, meghalt, határozottan meg van győződve arról, hogy Leah még életben van. Egy újságinterjút használ fel nevének és ennek a történetnek a nyilvánosságra hozatalára, abban a reményben, hogy a lány talán elolvassa. Haft a Kitelepítettek Hivatalához is fordul, ahol egy Miriam nevű együttérző munkatárs úgy dönt, segít neki Leah felkutatásában.

## Szereplők
| Szerep             | Színész           | Magyar hang      |
| ------------------ | ----------------- | ---------------- |
| Harry Haft         | Ben Foster        | Mészáros Béla    |
| Miriam Wofsoniker  | Vicky Krieps      | Bartsch Kata     |
| Schneider          | Billy Magnussen   | Rohonyi Barnabás |
| Emory Anderson     | Peter Sarsgaard   | Rába Roland      |
| Leah Krichinsky    | Dar Zuzovsky      | Szakács Hajnalka |
| Bill "Pepé" Miller | John Leguizamo    | Csőre Gábor      |
| Charley Goldman    | Danny DeVito      | Forgács Gábor    |
| Peretz Haft        | Saro Emirze       | Makranczi Zalán  |
| Jean               | Laurent Papot     |                  |
| Louis Barclay      | Paul Bates        | Papp János       |
| Else               | Sonya Cullingford |                  |
| Kuttner SS tiszt   | Michael Epp       |                  |
| Coley Wallace      | Charles Brice     |                  |
| Michael Lieberman  | Aaron Serotsky    |                  |

### Magyar változat
- Bemondó: Bozai József
- Magyar szöveg: Egressy G. Tamás
- Hangmérnök: Kardos Péter
- Vágó: Simkóné Varga Erzsébet
- Gyártásvezető: Cabello-Colini Borbála
- Szinkronrendező: Báthory Orsolya

A szinkront a Mafilm Audio Kft. készítette el.

## A film készítése
2018 novemberében jelentették be, hogy Ben Foster csatlakozott a film szereplőgárdájához Barry Levinson rendezővel együtt, aki Justine Juel Gillmer forgatókönyve alapján rendezte a filmet, a producerek pedig Matti Leshem, Aaron L. Gilbert, Jason Sosnoff, Levinson és Scott Pardo voltak a New Mandate, Bron Studios és Creative Wealth Media égisze alatt. 2019 márciusában Billy Magnussen, Danny DeVito, Vicky Krieps, Peter Sarsgaard, Dar Zuzovsky és John Leguizamo csatlakozott a stábhoz. Hans Zimmer szerezte a film zenéjét. A film a The Survivor címet kapta a Harry Haft munkacímről. A forgatás 2019 februárjában kezdődött.

## Bemutató
A Túlélő világpremierje a 2021-es Torontói Nemzetközi Filmfesztiválon volt szeptember 13-án. 2021 októberében az HBO Films megvásárolta a film forgalmazási jogait. 2022. április 27-én debütált az HBO-n és az HBO Maxon.

## Díjak és jelölések
| Év   | Díj                                  | Kategória                                                                 | Jelölt(ek)                                                                               | Eredmény | Forr.  |
| ---- | ------------------------------------ | ------------------------------------------------------------------------- | ---------------------------------------------------------------------------------------- | -------- | ------ |
| 2022 | Hollywood Critics Association Awards | Legjobb élőszereplős tévéfilm televíziós csatornán vagy kábeltévén        | Túlélő                                                                                   | Elnyerte | [ 11 ] |
| 2022 | Hollywood Critics Association Awards | Legjobb színész tévéfilm vagy kábeles limitált vagy antológiás sorozatban | Ben Foster                                                                               | Jelölve  | [ 11 ] |
| 2022 | Hollywood Critics Association Awards | Legjobb rendezés tévéfilm vagy kábeles limitált vagy antológia sorozatban | Barry Levinson                                                                           | Jelölve  | [ 11 ] |
| 2022 | Primetime Emmy-díj                   | Legjobb tévéfilm                                                          | Ben Foster, Matti Leshem, Aaron L. Gilbert, Barry Levinson, Jason Sosnoff és Scott Pardo | Jelölve  | [ 12 ] |
| 2023 | Critics' Choice Awards               | Legjobb tévéfilm                                                          | Túlélő                                                                                   | Jelölve  | [ 13 ] |
| 2023 | Satellite Award                      | Legjobb tévéfilm                                                          | Túlélő                                                                                   | Jelölve  | [ 14 ] |